# Reprezentacja Kenii na Mistrzostwach Świata w Narciarstwie Klasycznym 2009
Reprezentacja Kenii na Mistrzostwach Świata w Narciarstwie Klasycznym 2009 liczyła 1 sportowca. Najlepszym wynikiem było 131. miejsce (Philip Boit) w sprincie mężczyzn.

## Medale

### Złote medale
Brak

### Srebrne medale
Brak

### Brązowe medale
Brak

## Wyniki

### Biegi narciarskie mężczyzn
Sprint
- Philip Boit – 131. miejsce (odpadł w kwalifikacjach)

Bieg na 30 km
- Philip Boit – nie ukończył